# An Introduction to Syd Barrett
An Introduction to Syd Barrett je výběrové album britského kytaristy a zpěváka Syda Barretta, které bylo vydáno v říjnu 2010 (viz 2010 v hudbě). Jedná se o první kompilaci, která zahrnuje jak jeho sólové období, tak i písně, které napsal pro skupinu Pink Floyd, v níž do roku 1968 působil jako frontman a hlavní skladatel. Deska, na jejíž výsledné podobě se výrazně podílel Barrettův přítel David Gilmour, obsahuje skladby v remasterované podobě, přičemž u některých provedl Gilmour nový mix a pro píseň „Here I Go“ nahrál baskytaru. Přebal alba vytvořil Storm Thorgerson.
Po zakoupení desky lze z internetových stránek stáhnout bonusovou, více než 20minutovou instrumentální improvizaci „Rhamadan“ z roku 1968, pro kterou toto bylo vůbec první vydání.

## Seznam skladeb
Všechny skladby napsal(i) Syd Barrett. 
| Pořadí         | Název                                           | Původní album                                         | Délka |
| -------------- | ----------------------------------------------- | ----------------------------------------------------- | ----- |
| 1.             | Arnold Layne (digitální remaster 2010)          | singl (1967)                                          | 2:54  |
| 2.             | See Emily Play (digitální remaster 2010)        | singl (1967)                                          | 2:52  |
| 3.             | Apples and Oranges (digitální remaster 2010)    | singl (1967)                                          | 3:04  |
| 4.             | Matilda Mother (alternativní verze, mix 2010)   | The Piper at the Gates of Dawn (1967)                 | 3:57  |
| 5.             | Chapter 24 (digitální remaster 2010)            | The Piper at the Gates of Dawn (1967)                 | 3:39  |
| 6.             | Bike (digitální remaster 2010)                  | The Piper at the Gates of Dawn (1967)                 | 3:22  |
| 7.             | Terrapin (digitální remaster 2010)              | The Madcap Laughs (1970)                              | 5:03  |
| 8.             | Love You (digitální remaster 2010)              | The Madcap Laughs (1970)                              | 2:26  |
| 9.             | Dark Globe (digitální remaster 2010)            | The Madcap Laughs (1970)                              | 1:59  |
| 10.            | Here I Go (remix 2010)                          | The Madcap Laughs (1970)                              | 3:18  |
| 11.            | Octopus (mix 2010)                              | The Madcap Laughs (1970)                              | 3:54  |
| 12.            | She Took a Long Cold Look (mix 2010)            | The Madcap Laughs (1970)                              | 1:46  |
| 13.            | If It's in You (digitální remaster 2010)        | The Madcap Laughs (1970)                              | 2:23  |
| 14.            | Baby Lemonade (digitální remaster 2010)         | Barrett (1970)                                        | 4:07  |
| 15.            | Dominoes (mix 2010)                             | Barrett (1970)                                        | 4:05  |
| 16.            | Gigolo Aunt (digitální remaster 2010)           | Barrett (1970)                                        | 5:43  |
| 17.            | Effervescing Elephant (digitální remaster 2010) | Barrett (1970)                                        | 1:51  |
| 18.            | Bob Dylan Blues (digitální remaster 2010)       | The Best of Syd Barrett: Wouldn't You Miss Me? (2001) | 3:08  |
| Celková délka: | Celková délka:                                  | Celková délka:                                        | 60:07 |

| Bonusová skladba ke stažení | Bonusová skladba ke stažení | Bonusová skladba ke stažení |
| Pořadí                      | Název                       | Délka                       |
| --------------------------- | --------------------------- | --------------------------- |
| 19.                         | Rhamadan                    | 20:09                       |